# Der Goldene Vogel

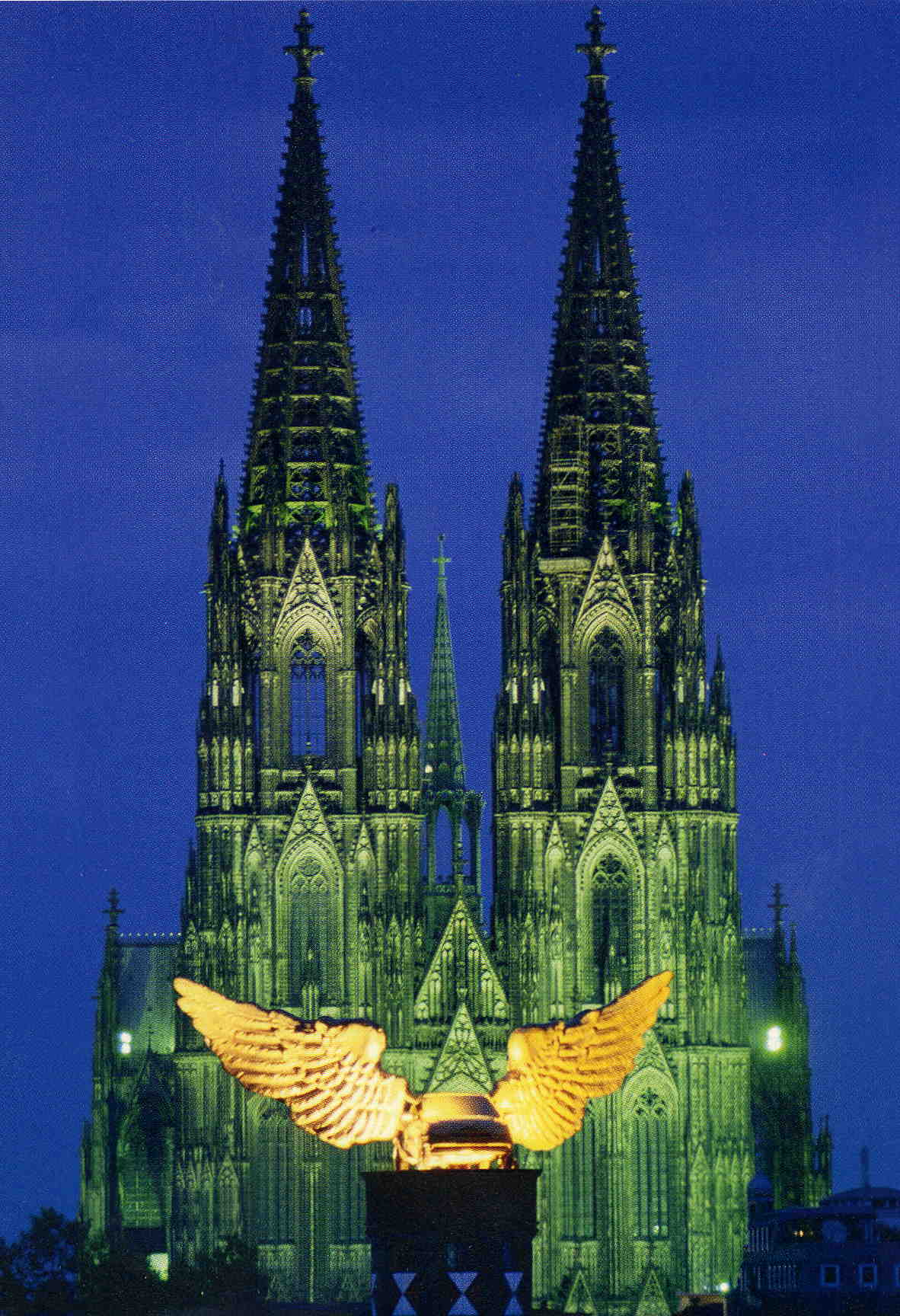
Offizielles Foto von Thomas Höpker, 25. Oktober 1991

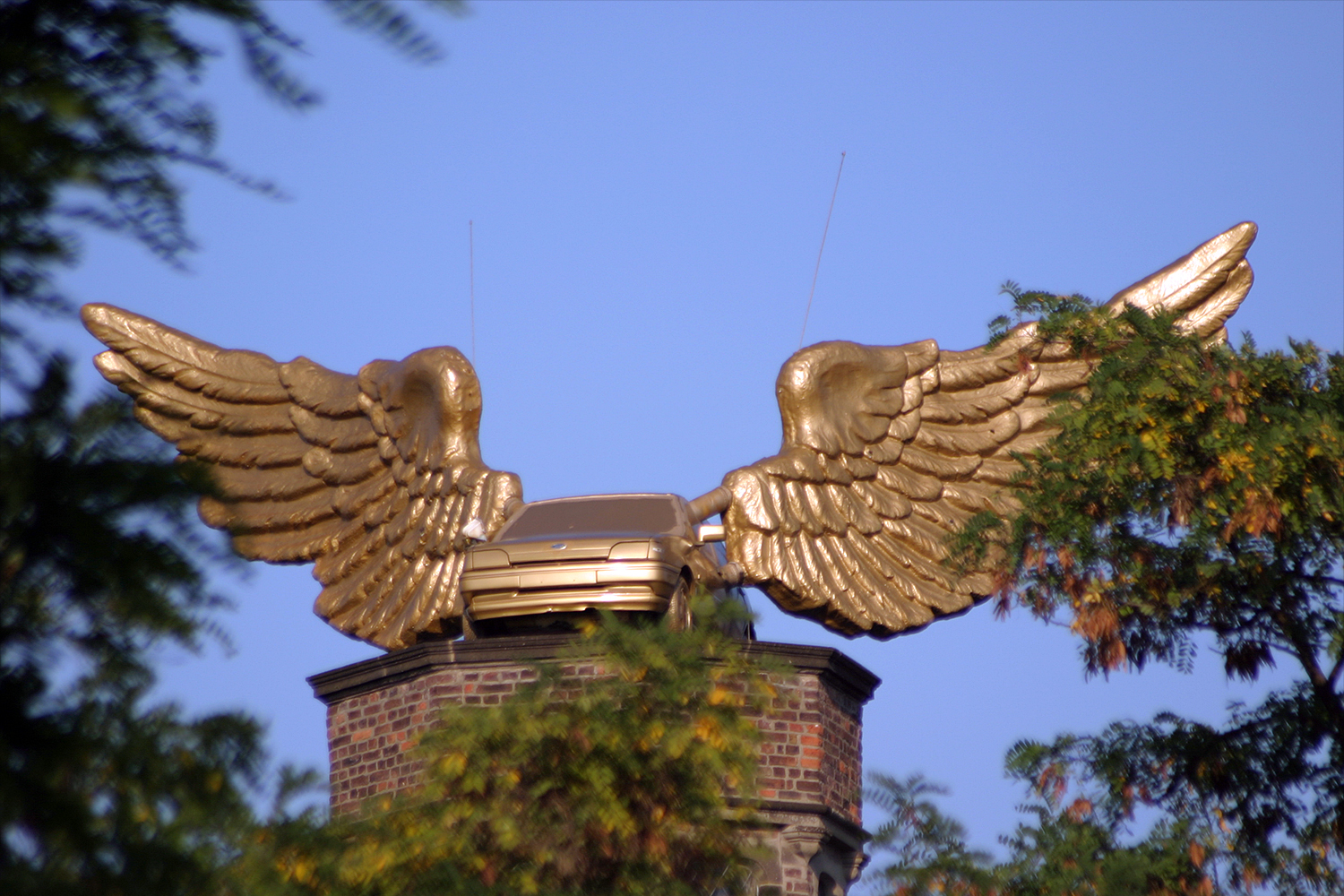
Frontseite, 2004

Koordinaten: 50° 56′ 28,68″ N, 6° 56′ 59,86″ ODer Goldene Vogel (auch Goldener Vogel, umgangssprachlich auch „Flügelauto“) ist ein mit Flügeln versehener, vergoldeter PKW auf dem Treppenturm des denkmalgeschützten Zeughauses in der Kölner Altstadt. Er ist das Relikt einer Kunstaktion von HA Schult (Idee und Gestaltung) und Elke Koska (Realisation) aus dem Jahr 1989, das im Rahmen des Aktionszyklus Fetisch Auto entstand. Seinen aktuellen und lange Zeit umstrittenen Standort als „Denkmal der Autozeit“ nimmt der Goldene Vogel seit dem 25. April 1991 ein.

## Entstehung:Fetisch Auto
Fetisch Auto war eine zweiwöchige Kunstaktion im April 1989, bei der neue Exemplare des Ford Fiesta an verschiedenen Orten Kölns künstlerisch verfremdet in Szene gesetzt wurden. HA Schult und Elke Koska versprachen ein „Ereignis-Puzzle aus elf dramatischen Bild-Tableaus“. Das Sponsoring der Fahrzeuge und weitere Kosten übernahmen die Fordwerke in Köln anlässlich ihres 60-jährigen Standortjubiläums, initiiert von dem im selben Monat ausscheidenden Vorstandsvorsitzenden Daniel Goeudevert. Dokumentiert wurde die Aktion durch den Fotografen Thomas Höpker.
Unter anderem wurde einer der PKW, in Trompe-l’œil-Technik als „Marmor“ verkleidet, in der Nähe der Dombauhütte am Heinrich-Böll-Platz ausgestellt. Es gab ein Auto aus Eis („Die eingefrorene Zeit“), eines als „Osterei“ dekoriert in einer Straßenunterführung am Dom, eines als „Welle“ auf dem Rhein schwimmend und eines als „Wolke“ an einem Hubschrauber über die Innenstadt schwebend. Ein Fiesta „tanzte“ in der Disco des Alten Wartesaals, und im Atrium des Römisch-Germanischen Museums verteilten sich ausgebreitet die vergoldeten Einzelteile eines der Autos. Eines der „Puzzleteile“ war Der Goldene Vogel, der am 13./14. April 1989 mit einem Kran vorübergehend auf dem Turm des Stapelhauses abgestellt wurde.

## Installation auf dem Zeughausturm
Weil der Goldene Vogel nach Aussage HA Schults bei der Kölner Bevölkerung so beliebt war, dass sie ihn nach der Aktion von 1989 zurückhaben wollte, schenkten die Fordwerke 1991 das Kunstwerk – „verbunden mit einem ansehnlichen Geldbetrag für das Museum“ – dem Förderverein des Kölnischen Stadtmuseums, das im Zeughaus seinen Sitz hat. Am 25. April 1991 wurde es auf dem achteckigen Treppenturm installiert und ist mit Ausnahme von zwei kurzen Sanierungsphasen dort als Wahrzeichen geblieben.

## Beschreibung
Ein Ford Fiesta des Baujahrs 1989 wurde entkernt, im Motorraum mit 1,2 Tonnen Eisenbahnschienen beschwert und in mehreren Schichten mit Epoxidharz ausgekleidet. Die je 800 Kilogramm schweren Flügel sind aus glasfaserverstärktem Polyesterharz mit 10 cm Wandstärke geformt. Die goldene Oberfläche ist ein Überzug aus Zinkchromat und Acrylmetalllack.
Um das Objekt auf dem über 23 Meter hohen Turm des historischen Zeughauses zu befestigen, wurde dieser über zwei Etagen durch einen  „Königsstuhl“ konstruktiv verstärkt. Dieser Aussteifungsverband hat ein Eigengewicht von einer Tonne. Das Gesamtobjekt ist 6,20 Meter lang, 10 Meter breit und 3,50 Meter hoch. Es wiegt vier Tonnen ohne den Unterbau und soll nach Aussage des Künstlers Temperaturen von −50 °C bis 100 °C sowie Wind bis Orkanstärke standhalten.

## Rezeption und Kontroversen

### Auseinandersetzung mit Regierungspräsident Antwerpes

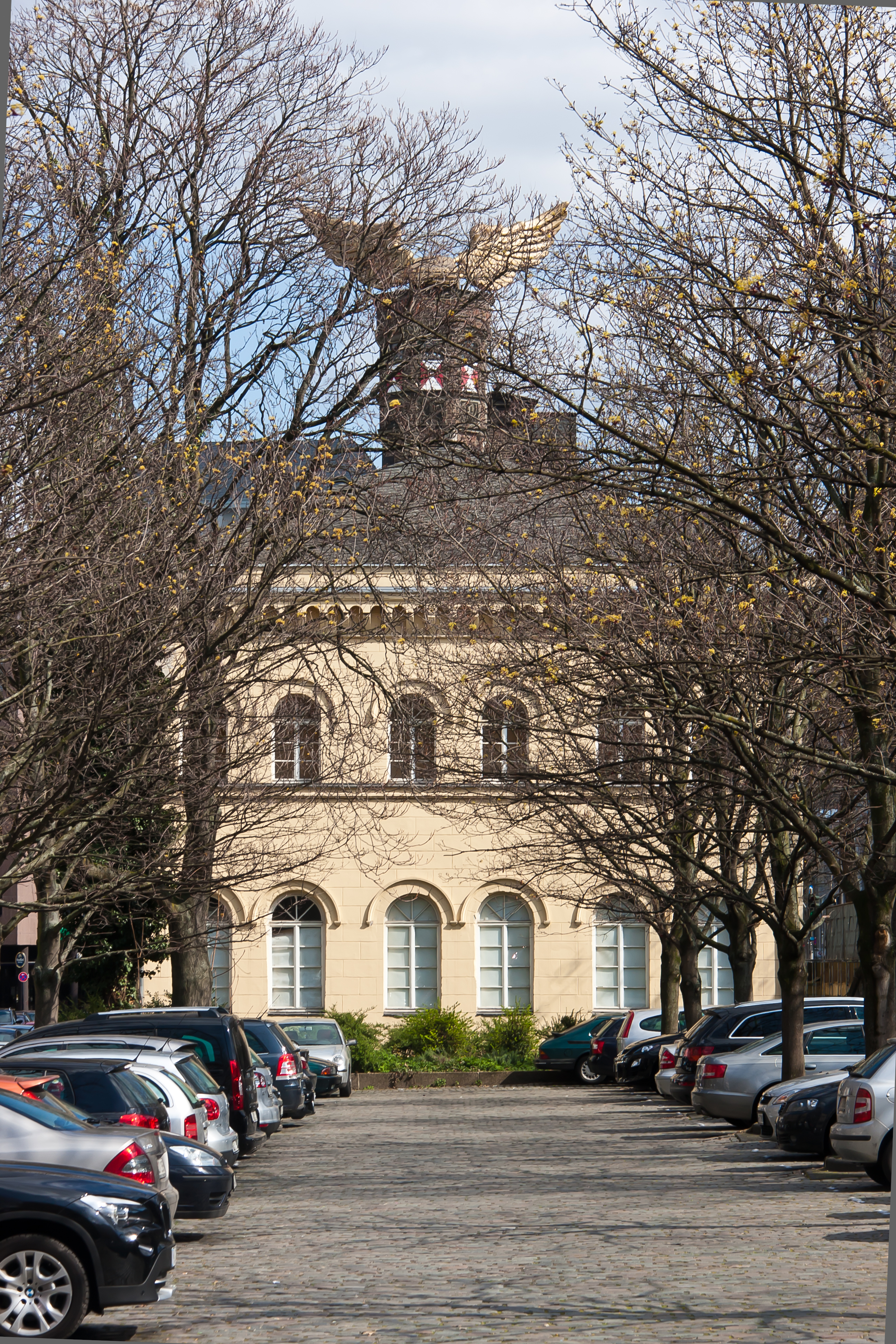
Blick vom Parkplatz des Regierungspräsidiums auf die Alte Wache und den Zeughausturm, 2012

Der damalige Regierungspräsident Franz-Josef Antwerpes residierte mit seiner Behörde unmittelbar gegenüber dem Zeughaus und legte bereits früh Widerspruch gegen das Kunstobjekt auf dem denkmalgeschützten Zeughausturm ein. Er argumentierte unter anderem damit, dass man das  Denkmalschutzgesetz, das bei privatem Denkmaleigentum oft genug streng ausgelegt werde, für einen öffentlichen Bau nicht derart ignorieren könne. Die Installation war nämlich ohne Genehmigung des Denkmalkonservators (seit 1991 Ulrich Krings) erfolgt – wobei es vonseiten der vorherigen Konservatorin Hiltrud Kier die Interpretation gab, dass es für eine vorübergehende Aufstellung keiner Genehmigung bedurft hätte.
Als Vertreter der oberen Denkmalbehörde untersagte Antwerpes folgerichtig die Veränderung des Baudenkmals durch den Goldenen Vogel. Die Kontroverse wurde monatelang unter großer Beteiligung der Lokalpresse geführt und von ihr und HA Schult auch kontinuierlich „angeheizt“; überregional wurde sie als „Kölner Posse“ oder auch „bizarr“ wahrgenommen. Schließlich einigte man sich nach Eingreifen des NRW-Stadtentwicklungsministers Franz-Josef Kniola (oberste Denkmalbehörde) rechtskräftig auf eine Übergangslösung, bei der sich die Stadt Köln verpflichtete, das Flügelauto bis Ende 1998 wieder abzunehmen. Spätestens seit 1993 setzte die Stadt Köln das Motiv des Flügelautos in ihrer Werbung ein, und 1994 feierte man den 1111. Tag seit der „Landung“ des Vogels auf dem Turm. Stadtmuseum und Förderverein gaben zu diesem Anlass einen Dokumentationsband heraus, und sogar Antwerpes verfasste hierfür ein grimmig-launiges Grußwort.
Als der Goldene Vogel Ende 1998 immer noch auf dem Turm stand, stellte der Regierungspräsident der Stadtverwaltung ein Ultimatum bis zum 22. Februar 1999, danach werde seine Behörde das Fahrzeug selbst vom Gebäude entfernen lassen. In der Folge unterband NRW-Stadtentwicklungsministerin Ilse Brusis in ihrer Rolle als Leiterin der obersten Denkmalbehörde per Erlass dieses Vorhaben und genehmigte den Verbleib des Flügelautos bis Ende 2000. Antwerpes legte dagegen im Januar 1999 das Mittel der Remonstration ein, womit er die Gesetzmäßigkeit dieses Erlasses in Zweifel zog, allerdings letztlich ohne Erfolg. Er ging im November 1999 mit Erreichen der Altersgrenze in den Ruhestand.

### Weitere Entwicklungen
Anfang April 2005 wurde das Flügelauto zum ersten Mal für Reparaturarbeiten vom Zeughausturm abmontiert. Seitens der städtischen Denkmalbehörde, deren Leiter Ulrich Krings am 8. April seinen letzten Arbeitstag vor seinem Ruhestand hatte, wurde aufgrund der bereits seit Jahren ausgelaufenen Sondergenehmigung verlangt, dass man es dabei belasse und den „illegalen Zustand“ nun beende.
Hier griff der neue Regierungspräsident Jürgen Roters ein, der anders als sein Vorgänger der Ansicht war, der Goldene Vogel auf dem Zeughaus sei eine gelungene „Verbindung von neuer Kunst mit historischer Bausubstanz“. Die städtische Denkmalbehörde – in einer Phase ohne eigene Leitung – erteilte daraufhin eine erneute befristete Genehmigung bis Ende 2010. Im Weiteren wurden diese Genehmigungen in Fünfjahresschritten, zuletzt bis 2020, regelmäßig verlängert.
Da ein Konstruktionsbüro deutliche Mängel am Turm und an der Betonstandplatte des Flügelautos feststellte, wurde das Auto im November 2012 für eine erneute Sanierung zum zweiten Mal abgenommen. Auszubildende der Fordwerke lackierten den Goldenen Vogel neu und erneuerten die Haube, die Heckklappe sowie die Radkappen. Im April 2013 wurde er wieder auf seinen inzwischen angestammten Platz auf dem Zeughausturm montiert.

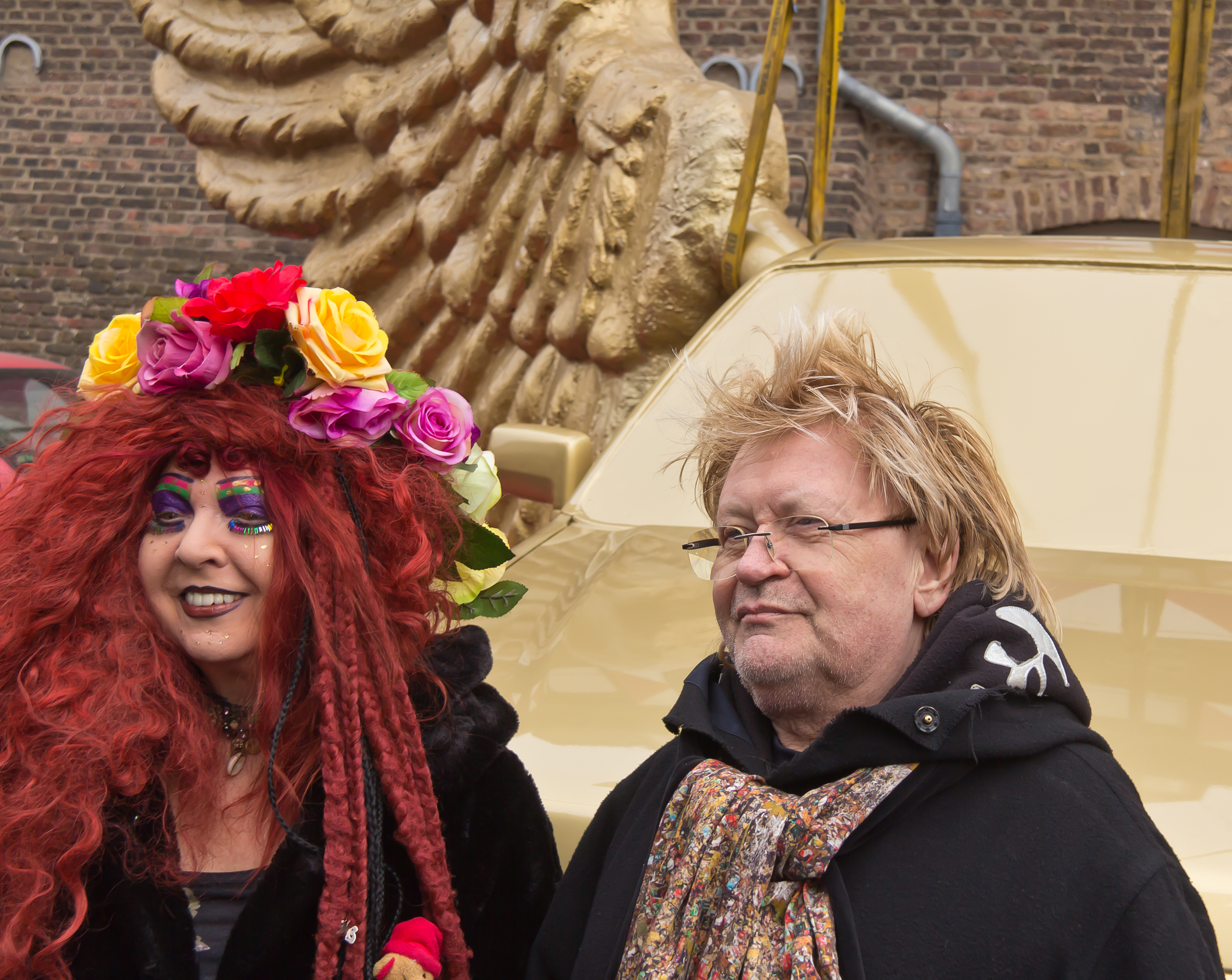
Elke Koska und HA Schult während der Aktion
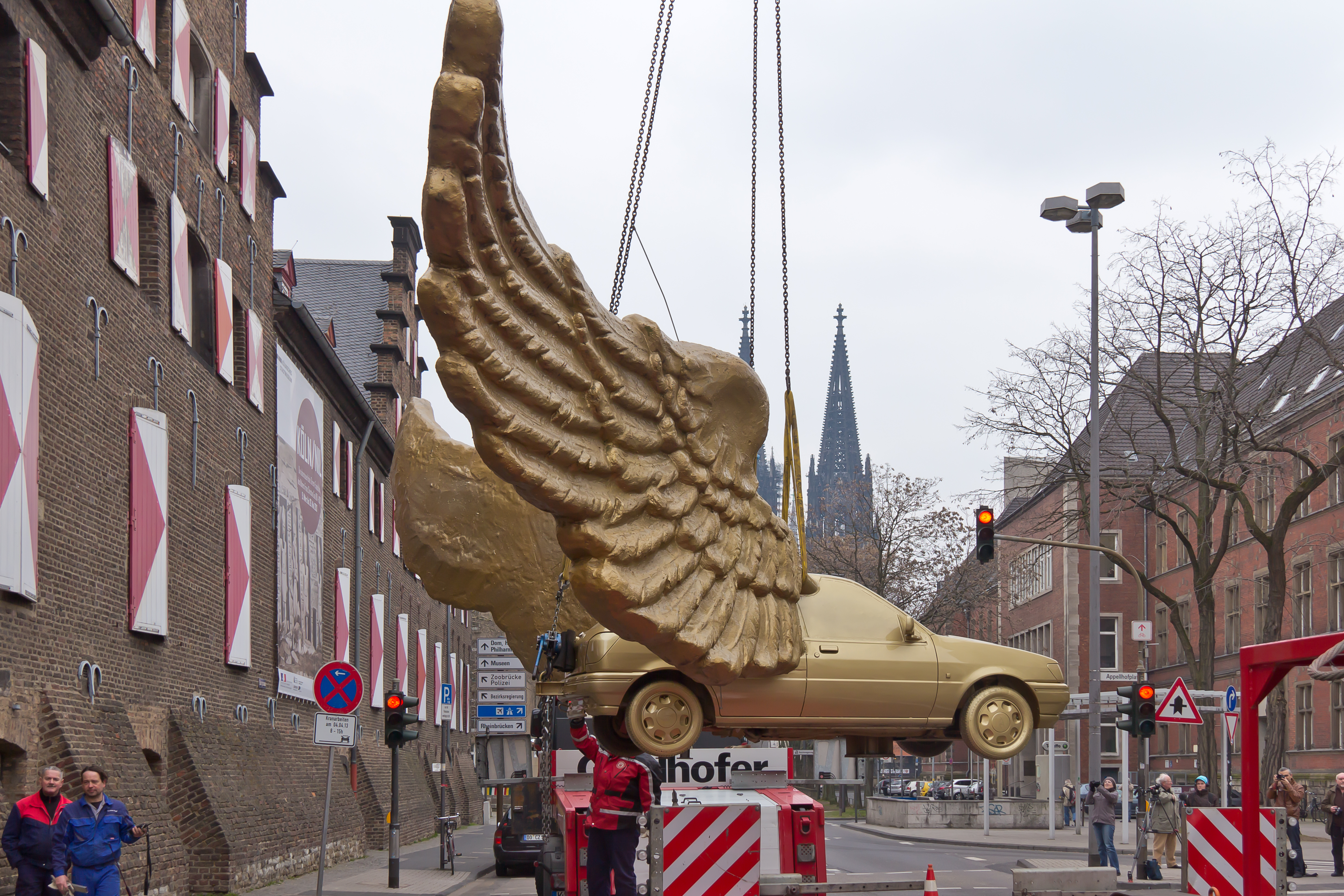
Der Goldene Vogel in der Luft
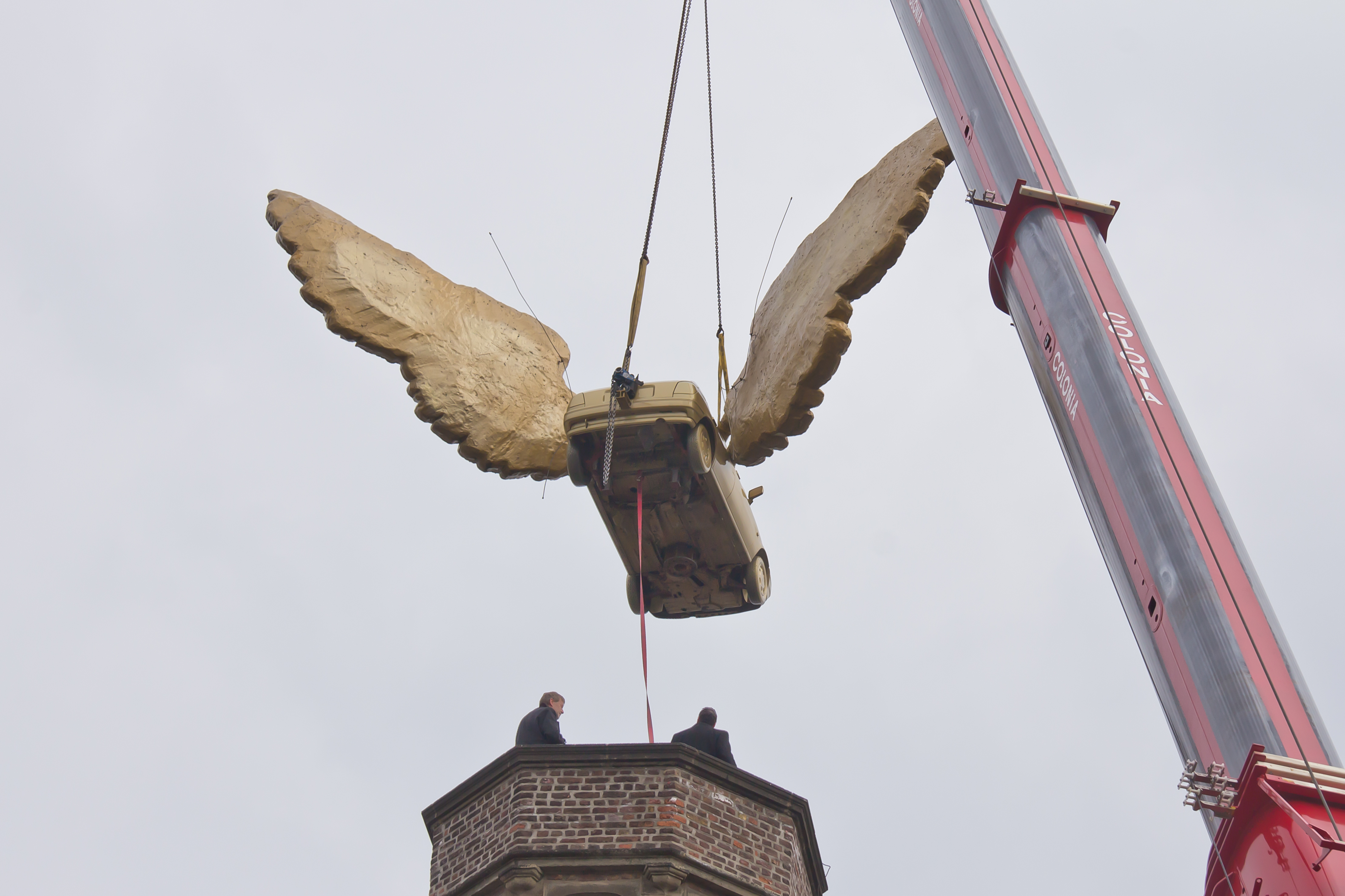
Kurz vor dem Absetzen
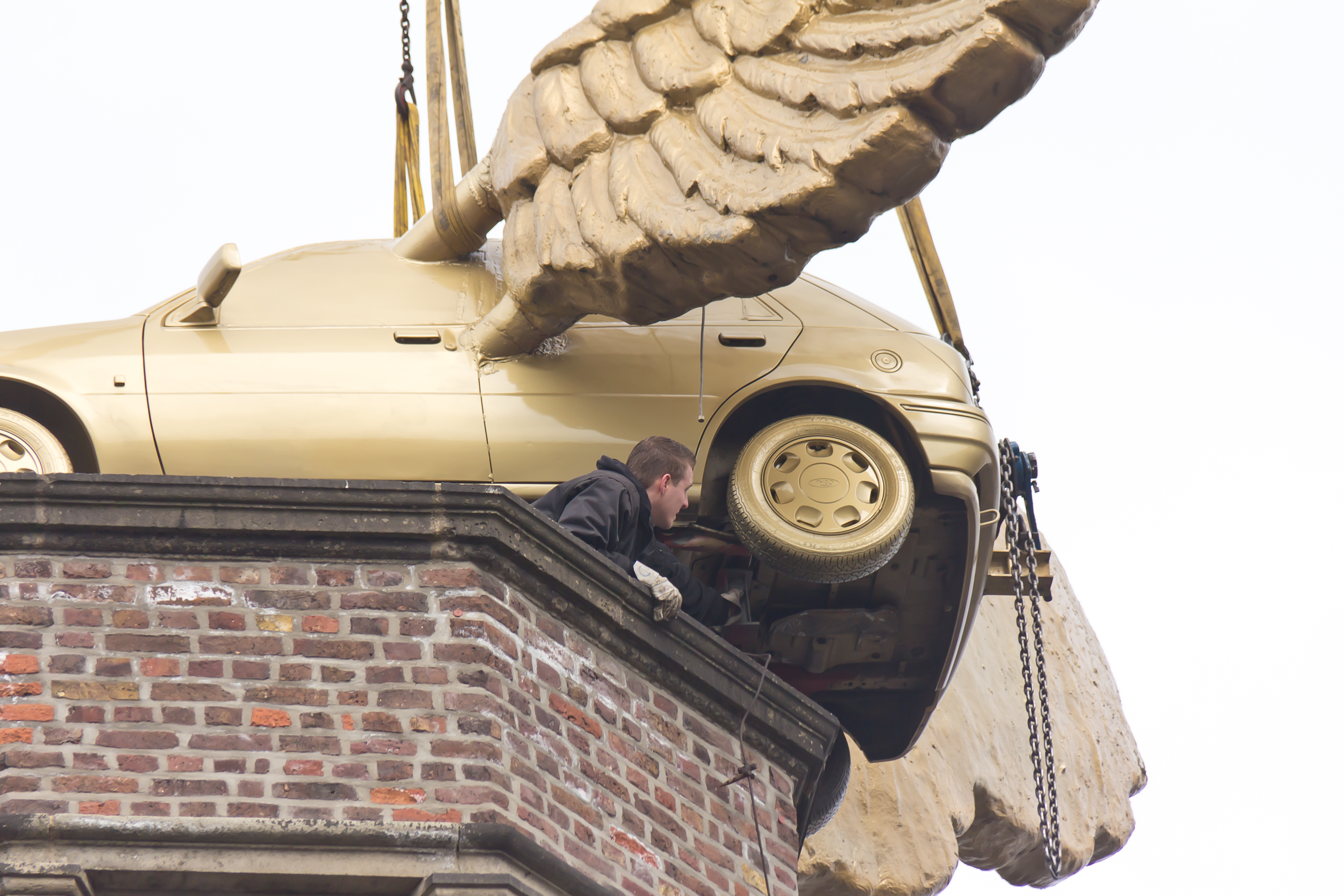
Überwachung auf der Turmspitze

### Wahrnehmung in der Öffentlichkeit, Kritik

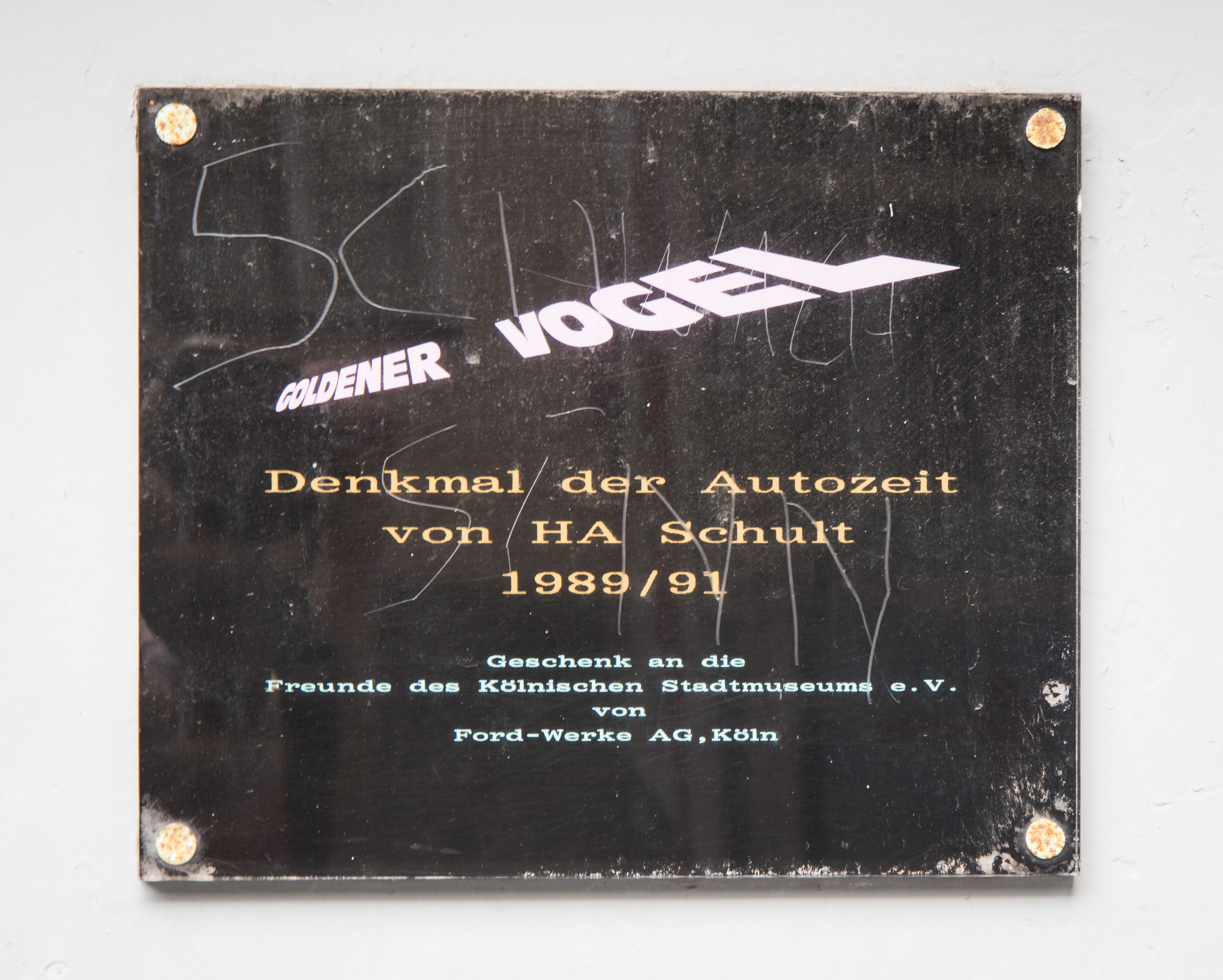
Infotafel am Zeughausturm mit zeitgenössischem Kommentar

Seitens der Feuilletons waren die Stimmen der ursprünglichen Aktion Fetisch Auto gegenüber eher amüsiert-skeptisch, was sich vor allem aus der unkritischen Haltung gegenüber Automobilität sowie der allzu deutlichen Produktplatzierung speiste. Der Rheinische Merkur beobachtete eine „generalstabsmäßige Verherrlichung des Automobils“, der Spiegel schrieb: „Die Aktion war […] für den Sponsor maßgeschneidert. Rechtzeitig zur Auslieferung der neuen Fiesta-Generation von Ford inszenierte der Künstler mit der Geste eines Autoverkäufers eine Sonderschau, wie sie affirmativer kaum sein kann.“
Bezüglich des Goldenen Vogels auf dem Zeughausturm konzentrierten sich zeitgenössische Kommentare in der Lokalpresse ähnlich wie die „offizielle“ Kontroverse auf das Argument „zweierlei Maß beim Denkmalschutz“ oder den jeweiligen persönlichen (Kunst-)Geschmack. Der Vorwurf der Werbung für Ford stand immer wieder im Raum, was Schult bereits 1989 mit dem Satz „Ich mache keine Werbung. Schon gar nicht für eine amerikanische Autofirma“ pariert hatte. Der Kunsthistoriker Eberhard Roters wurde hingegen in einer HA-Schult-Werkschau noch 2013 mit dem folgenden Satz von 1992 zitiert:

„HA Schult’s ‚Goldener Vogel‘:
Das Goldene Kalb als Pegasus, das ist der Nenner.
Wie könnte der Zeitgeist heute einleuchtender
veranschaulicht werden?“

1993 adaptierte die Umweltorganisation Robin Wood das Flügelauto für eine autokritische Aktion, bei der die Gruppe ein vergoldetes Fahrrad auf einer knapp 10 Meter hohen Granitstele von Heinz Mack auf dem Roncalliplatz installierte.
Einer Umfrage der Universität Köln 2003 zufolge nahm der Goldene Vogel  in der „Rangfolge der bekanntesten Kölner Denkmäler“ den dritten Platz ein. Die Frankfurter Allgemeine Zeitung hingegen nannte das Objekt 2012 das „plumpe goldene Flügelauto“ des „führenden Kunstclowns der Stadt“, das „seit zwei Jahrzehnten nicht wegzubekommen“ sei.